# Sarge
Sarge là tên mã của bản phân phối Debian GNU/Linux phiên bản 3.1. Nó được đặt theo tên của nhân vật Sarge trong phim hoạt hình Toy Story, và hầu hết tên mã của các phiên bản Debian GNU/Linux đều được đặt theo tên của các nhân vật trong phim hoạt hình này.
Sarge được chuyển từ chế độ thử nghiệm (testing) lên chế độ ổn định (stable) ngày 6 tháng 6 năm 2005, và sự nâng cấp này được cộng đồng sử dụng Debian rất hoan nghênh vì trước đó phiên bản Woody (3.0) giữ vị trí ổn định một thời gian rất lâu khiến nhiều hệ thống sử dụng Debian ổn định gặp nhiều khó khăn trong việc nâng cấp gói (package) mới. (Woody được đưa vào chế độ ổn định ngày 19 tháng 7 năm 2002.) Ngày phát hành của Sarge đã được dời rất nhiều lần vì lý do các gói chưa đủ ổn định về khả năng sử dụng và bảo mật (security) trong môi trường chính thức.
Sarge có thể được cài đặt bằng bộ cài đặt Debian, một kiểu cài đặt mới và dễ dàng hơn trước với khả năng tự động dò tìm các thiết bị phần cứng và tự động cấu hình X Window System. Các cấu hình sau cài đặt cũng được làm cho dễ dàng hơn nhờ vào sự tích hợp công cụ debconf trong hầu hết các gói cài đặt (package).

## Các gói cài đặt chính
Các gói cài đặt chính trong bản phân phối này gồm có:
- Nhân Linux 2.4.27 và 2.6.8
- KDE 3.3
- GNOME 2.8
- XFree86 4.3.0
- Apache 1.3.33 và 2.0.54
- Perl 5.8.4
- Python 2.3.5 và 2.4.1
- MySQL 4.0.24 and 4.1.11a
- Bộ trình dịch GNU 3.3.5
- Mozilla 1.7.8
- Mozilla Thunderbird 1.0.2
- Mozilla Firefox 1.0.4
- GIMP 2.2.6
- OpenOffice.org 1.1.3

## Các triến trúc phần cứng
Tại thời điểm phát hành, Sarge cũng giống như Woody hỗ trợ 11 kiến trúc máy tính:
- Alpha
- ARM
- HP PA-RISC
- Intel x86
- Intel IA-64
- Motorola 680x0
- MIPS
- MIPS (bởi DEC)
- PowerPC
- IBM S/390
- SPARC

Sau 3 ngày phát hành (9 tháng 6 năm 2005), phiên bản Sarge hỗ trợ kiến trúc AMD64 cũng đã được đưa vào chế độ ổn định. Đây là phiên bản Debian cho AMD64 đầu tiên mặc dù là trong đợt phát hành không chính thức.